# Orcevia meinei
Espèce
Orcevia meinei est une espèce d'araignées aranéomorphes de la famille des Salticidae.

## Distribution
Cette espèce est endémique  du Selangor en Malaisie,. Elle se rencontre sur l'Ulu Gombak.

## Description
La carapace du mâle holotype mesure 1,98 mm et l'abdomen 1,67 mm et la carapace de la femelle paratype 2,10 mm et l'abdomen 2,30 mm.

## Systématique et taxinomie
Cette espèce a été décrite par Yu, Maddison et Zhang en 2023.

## Étymologie
Cette espèce est nommée en l'honneur de Klaus Meine.

## Publication originale
- Yu, Maddison & Zhang, 2023 : « Taxonomic revision of Orcevia Thorell, 1890, with description of fifteen new species (Araneae, Salticidae, Euophryini). » Zootaxa, no 5384(1), p. 1-79.